# Julius Hewera
Julius Hewera (* 12. April 1900 in Prag, Österreich-Ungarn; † 7. Mai 1945 ebenda) war ein deutscher römisch-katholischer Geistlicher und Märtyrer.

## Leben
Julius Hewera wuchs in Prag auf. Er studierte in Prag und Rom und wurde am 8. Juli 1923 in Rom zum Priester geweiht. Er wirkte zuerst in Wscherau und Nürschan und unterrichtete dann an deutschen Schulen in Prag. Gleichzeitig war er Hochschulassistent an der deutschen Katholisch-Theologischen Fakultät. Er kam beim Prager Aufstand am 7. Mai 1945 ums Leben.

## Gedenken
Die Römisch-katholische Kirche in Deutschland nahm Julius Hewera als Märtyrer in das deutsche Martyrologium des 20. Jahrhunderts auf.